# Salón de la Fama del judo
En el judo, el Hall de la Fama del Judo o Salón de la Fama del Judo es una institución que rinde honores a la carrera de antiguos empleados del judo y otras celebridades o judokas que han contribuido en el judo en general.
Sólo 3 personas conforman según la Federación Internacional de Judo
el Hall de la Fama del Judo Mundial.

## Miembros
- Jigorō Kanō
- Anton Geesink
- Charles Palmer
- Driulis González